# Кудрявцев, Максим Георгиевич
Макси́м Гео́ргиевич Кудря́вцев (род. 29 августа 1975, пос. Первомайское, Алтайский край) — российский государственный и политический деятель, мэр Новосибирска (с 2024 года), депутат Государственной думы Федерального Собрания Российской Федерации VII созыва, член фракции «Единая Россия», экс-член комитета Госдумы по информационной политике, информационным технологиям и связи, заместитель губернатора Новосибирской области (2022—2024 гг.).

## Биография

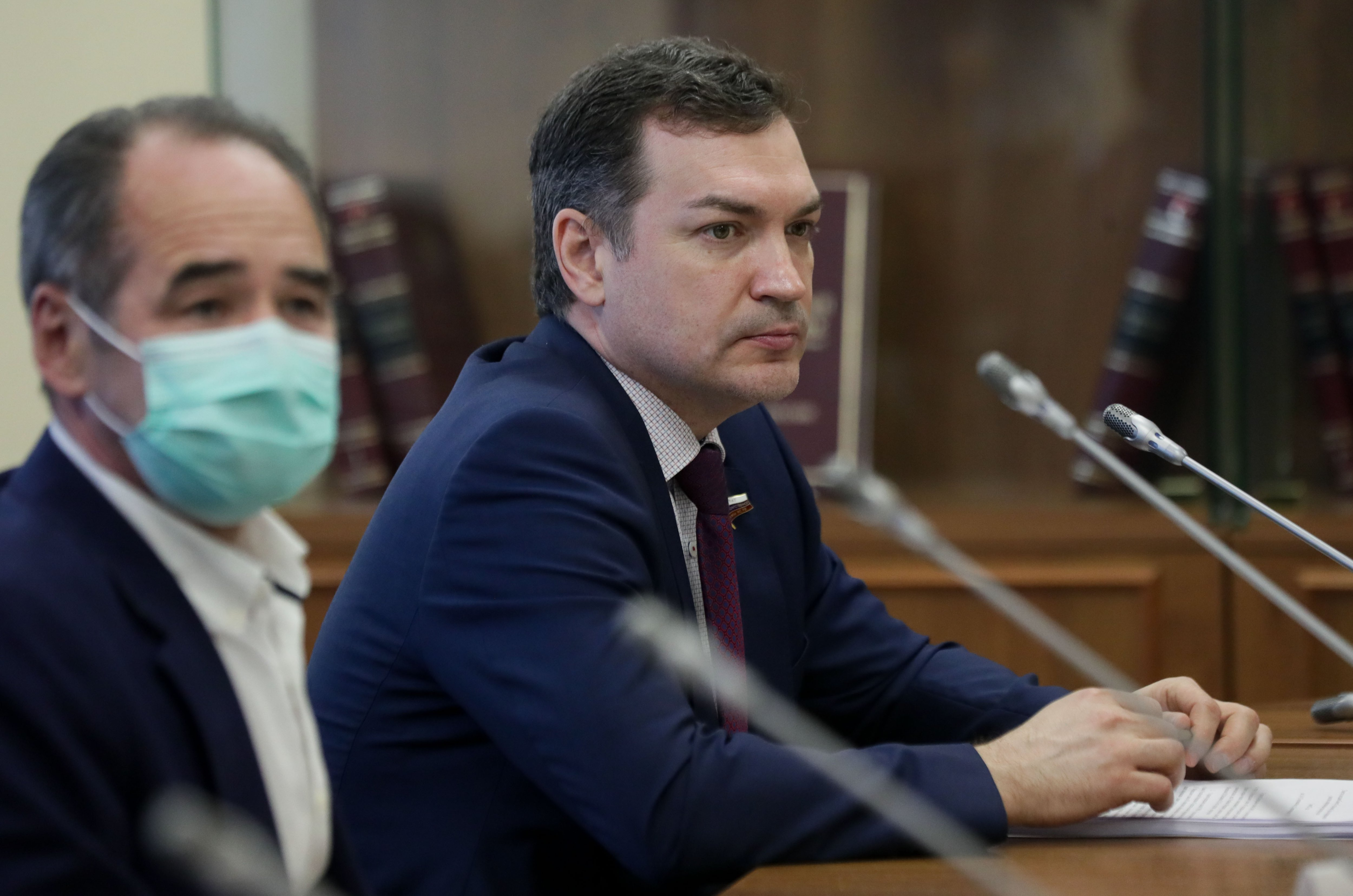
Заседание Комитета по информационной политике, информационным технологиям и связи, 2021 год

В 1998 году окончил Новосибирский государственный технический университет (факультет радиотехники и электроники, направление «Проектирование и технология электронных средств», специализация «Устройство радиотехники и средств связи»). В 2002 году получил второе высшее образование, окончив Новосибирскую государственную академию экономики и управления по специальности «Финансы и кредит». В 2018 году он прошел программу переподготовки в РАНХиГС по направлению «Государственное и муниципальное управление».
Трудовую биографию начал в 1998 году инженером связи Горно-Алтайского филиала ОАО «Сибирьтелеком». Работал помощником директора Горно-Алтайского филиала ОАО «Сибирьтелеком», заместителем директора Горно-Алтайского филиала, а с июня 2008 года — директором Горно-Алтайского филиала ОАО «Сибирьтелеком». В 2009 году возглавил Омский филиал ОАО «Сибирьтелеком». В 2011 году назначен директором Омского филиала ОАО «Ростелеком». С июня 2011 года — вице-президент ОАО «Ростелеком» — директор макрорегиона «Сибирь». С 2015 года — вице-президент ПАО «Ростелеком». 
В 2012 году избран председателем координационного совета по информационным ресурсам, технологиям и связи Межрегиональной ассоциации «Сибирское соглашение». 
В 2015 году был избран депутатом Законодательного собрания Новосибирской области. Работал заместителем председателя комитета по транспортной, промышленной и информационной политике Законодательного собрания.
В сентябре 2016 года победил на выборах в Государственную думу Российской Федерации (Центральный одномандатный избирательный округ № 136. Новосибирская область), набрав около 35,5 % голосов. Член комитета ГД по информационной политике, информационным технологиям и связи, с марта 2020 года назначен на должность заместителя председателя Комитета Государственной Думы по информационной политике, информационным технологиям и связи.
Является региональным координатором (Новосибирская область) партийного проекта «Городская среда».
С апреля 2022 года по апрель 2024 года — заместитель губернатора Новосибирской области.
Распоряжением Губернатора Новосибирской области А.А. Травникова от 25.07.2023 №135-р назначен ответственным за цифровую трансформацию в Правительстве Новосибирской области, в том числе за обеспечение перевода массовых социально значимых государственных и муниципальных услуг в электронный формат.
16 апреля 2024 года состоялась сессия по выборам нового мэра Новосибирска. Депутаты с помощью тайного голосования выбрали Максима Кудрявцева. Кудрявцев по результатам тайного голосования набрал 40 голосов депутатов из 45. Вступил в должность 26 апреля.
Женат, воспитывает дочь, супруга работает врачом.
Увлекается плаванием, рафтингом, рыбалкой и горными лыжами.

## Законотворческая деятельность
С 2016 по 2019 год, в течение исполнения полномочий депутата Государственной Думы VII созыва, выступил соавтором 45 законодательных инициатив и поправок к проектам федеральных законов.

## Общественная деятельность
Член партии «Единая Россия». В декабре 2024 года был избран в президиум новосибирского регионального отделения партии.
Член Попечительского совета Сибирского государственного университета телекоммуникаций и информатики.

## Награды
- Почётная грамота ОАО «Связьинвест», (2005)[16]
- Благодарность Президента Российской Федерации (2012)[2]
- Памятная медаль «За вклад в развитие Новосибирской области» (2012)[16]
- Памятная медаль «20 лет социальному партнёрству в отрасли связи» (2012)[16]
- Памятная медаль «80 лет Новосибирской области» (2017)[16]
- Благодарность председателя ГД ФС РФ В. В. Володина «За вклад в законотворческую деятельность и развитие парламентаризма в Российской Федерации», (2019)[16]